# Sonic the Hedgehog (8-bit)
Sonic the Hedgehog (ソニック・ザ・ヘッジホッグ, Sonikku za Hejjihoggu) é um jogo de plataforma da série homônima que foi lançado, em 25 de outubro de 1991, para o Master System e, em 28 de dezembro de 1991, para o Game Gear. Desenvolvido pela Ancient, é a distinta versão 8-bit do popular jogo 16-bit. Além de seu lançamento original, em cartucho, o jogo foi mais tarde incluído na memória de algumas versões do Master System na Europa e no Brasil. Foi o último jogo lançado para Master System na América do Norte.
Em 2008, a versão de Master System foi relançada para o Virtual Console do Wii na América do Norte em 4 de agosto de 2008 e na Europa em 19 de setembro do mesmo ano. A versão de Game Gear apareceu em outros títulos como Sonic Adventure DX para Nintendo GameCube e PC, e Sonic Mega Collection também para PlayStation 2 e Xbox e está atualmente disponível no Virtual Console do Nintendo 3DS.

## Jogabilidade
O jogador assume o controle de Sonic the Hedgehog, que viaja através da South Island (Ilha do Sul) para libertá-la do malvado Dr. Ivo Robotnik.
Sonic é capaz de atacar os inimigos através da realização de um movimento giratório, durante um salto ou rolando no chão, o último dos quais também pode aumentar a velocidade do personagem em descidas.
Ao coletar anéis, Sonic pode se proteger de danos causados por inimigos e obstáculos. Sonic perde uma vida sendo atingido sem anéis, se afogando ou caindo em precipícios. Itens encontrados ao longo do jogo incluem vidas extras, escudos, sapatos de velocidade, invencibilidade e checkpoints.
Durante todo o jogo, Sonic percorre seis zonas, cada uma composta por dois atos principais e uma batalha de chefe. No final de cada ato principal, o jogador atinge uma placa que pode atribuir prêmios dependendo da quantidade de anéis que Sonic transporta. Se o jogador tiver pelo menos 50 anéis, uma fase bônus é acessada, onde mais anéis e continues podem ser coletados. Em cada zona, há uma Esmeralda do Caos escondida em algum lugar de um dos atos, que concedem um bom final caso o jogador encontre-as e complete o jogo.

## Trilha sonora
A trilha Sonora do jogo foi composta por Yuzo Koshiro. Ele adaptou algumas músicas a partir da versão original 16-bit por Masato Nakamura, enquanto o resto da trilha sonora foi composta por ele mesmo. Uma de suas composições originais, o tema “Bridge Zone”, foi remixada em Sonic Adventure como tema do personagem Tails, “Believe in Myself”, por Karen Brake.